# La Chaire-à-Calvin menedék
A La Chaire-à-Calvin kis méretű sziklamenedék egy turoni mészkő sziklafal lábánál Poitou-Charentes régióban, Charente megyében, Angoulême-től kb. 12 km-re délre, Mouthiers-sur-Boëme területén. Monumentális sziklavésetet rejt, amit a régészek a felső paleolitikumra, a magdaléni kultúra középső idejére tesznek (i. e. 15 000–14 000). A sziklamenedék Franciaország építészeti műemlékei közé tartozik. Az Angoumois természeti terület része, amely megkapta a Franciaország kulturális és történelmi városai és tájai címet.

## A sziklamenedék kutatása
1865-ben fedezte fel Alphonse Trémeau de Rochebrune. Pierre David 1924-ben kezdte kutatni. 1926-ban fedezte fel és tisztította meg a sziklafalba vésett, állatokat (fej nélküli tülkösszarvú, lovak) ábrázoló monumentális frízt. A sziklarepedésekben kovakövet és őskőkorszaki állati csontmaradványokat talált.
A sziklafal tövében felgyülemlett laza törmeléket 1965-ben vizsgálták meg. Szajga, gall ló (equus caballicus gallicus), nagytestű  tülkösszarvú, gímszarvas, rénszarvas, orrszarvú, hód, farkas, róka és a lófélék családjába tartozó, az onagerhez közel álló kihalt fajnak, az equus hydruntinusnak a csontmaradványait gyűjtötték össze.
2007-ben Geneviève Pinçon ókortörténész a fríz három dimenziós képét összehasonlította a Vienne megye északi részén található Roc-aux-Sorciers frízével, és azonosnak találta az állatképeket. A La Chaire-à-Calvin-ben a sziklavéset nem lovakat, hanem nagy testű caprákat, és egy lófejű  bölényt ábrázolnak. A kovakő Limousinból, Francia-középhegységből származik.